# 土岐市立鶴里小学校
土岐市立鶴里小学校 （ときしりつ つるさとしょうがっこう）は、かつて岐阜県土岐市に存在した公立小学校。

## 概要
- 土岐市鶴里地区（旧・土岐郡鶴里村）の小学校であった。廃校時の児童数は55人。2015年、曽木小学校と統合し、濃南小学校の開校により廃校。
- 廃校後、旧土岐市立鶴里小学校として土岐市が公共施設（防災倉庫）として使用していたが[1]、2020年に売却。民間の物流センターになる予定である。校舎は耐震性の問題で取り壊されるが、一部の施設は残される。

## 沿革
- 1873年（明治6年） - 
  - 細野村に端正学校が開校。福昌寺[注釈 1]を仮校舎とする。
  - 柿野村に汎愛舎が開校。荘厳寺[注釈 2]を仮校舎とする。
- 1874年（明治7年） - 汎愛舎が興明義校に改称する。
- 1879年（明治12年） - 興明義校が興明学校に改称する。
- 1882年（明治15年） - 端正学校が細野学校に改称する。
- 1886年（明治19年） - 興明学校が柿木尋常小学校、細野学校が細野簡易科小学校に、それぞれ改称する。
- 1889年（明治22年） -
  - 柿野村と細野村が合併し、鶴里村が発足。
  - 細野簡易科小学校が細野尋常小学校に改称する。
- 1898年（明治31年） - 鶴里村曽木村組合で濃南高等小学校を開校する。
- 1908年（明治41年） - 濃南高等小学校が閉校。高等科は柿木尋常小学校、細野尋常小学校に移り、柿木尋常小学校は柿木尋常高等小学校、細野尋常小学校は細野尋常高等小学校に、それぞれ改称する。
- 1926年（大正15年） - 柿木尋常高等小学校に農業補習学校を併設する。
- 1936年（昭和11年） - 柿木尋常高等小学校と細野尋常高等小学校の統合が検討される。
- 1937年（昭和12年） - 柿木尋常高等小学校が移転。
- 1939年（昭和14年） - 柿木尋常高等小学校と細野尋常高等小学校を統合。鶴里尋常高等小学校となる。校舎、校地は、旧・柿木尋常高等小学校を使用する。
- 1941年（昭和16年）4月1日 - 鶴里国民学校に改称する。
- 1947年（昭和22年）4月1日 - 鶴里村立鶴里小学校に改称する。
- 1955年（昭和30年）2月1日 - 土岐津町、駄知町、下石町、妻木町、泉町、肥田村、鶴里村、曽木村が合併し、土岐市が発足。同時に土岐市立鶴里小学校に改称する。
- 1969年（昭和44年） - 鉄筋コンクリート造の校舎が完成。
- 2015年（平成27年）3月31日 - 統合により廃校。